# Pedicia margarita
Pedicia margarita är en tvåvingeart som beskrevs av Alexander 1930. Pedicia margarita ingår i släktet Pedicia och familjen hårögonharkrankar. Inga underarter finns listade i Catalogue of Life.